# Promina
Promina – góra w Chorwacji, położona na terenie Dalmacji.
Wznosi się na północ od Drniša. Jej wysokość wynosi 1148 m n.p.m. (szczyt Velika Promina). Rozciąga się na długości ok. 10 km. Jest zbudowana z wapienia i margla. Znajdują się w niej złoża węgla. Jej szata roślinna jest uboga - lasy porastają stoki północne.